# Agalloch
Agalloch е метъл група в град Портланд, щата Орегон, САЩ.
Позната е със странния си музикален стил, смесица от традиционен блек метъл, фолк метъл, прогресив метъл, дуум метъл и неофолк. Неповторимото жанрово разнообразие кара някои критици да ги класифицират като пост-рок изпълнител.
Групата е основана след разпадането на бандата Aeolachrymae. Нейни основатели са Sussurrus Inanis, Nothing и Agalloch.

## Дискография
- Pale Folklore (The End, 1999)
- The Mantle (The End, 2002)
- Ashes Against the Grain (The End, 2006)
- The White [EP] (The End, 2008)
- Marrow of the Spirit (Profound Lore Records, 2010)
- Faustian Echoes (Dämmerung Arts, 2012)[3]
- The Serpent & the Sphere (Profound Lore Records, 2014)[4]